# Tertry
Tertry ist eine französische Gemeinde mit 143 Einwohnern (Stand 1. Januar 2022) im Département Somme in der Region Hauts-de-France im Norden von Frankreich. Die Gemeinde gehört zum Kanton Ham und ist Teil des Gemeindeverbandes Est de la Somme.

## Geographie
Die Gemeinde liegt zu beiden Seiten des Flusses Omignon, die Siedlung liegt am rechten (nördlichen) Ufer. Das Gemeindegebiet erstreckt sich im Norden bis zur Chaussée Brunehaut, der heutigen Départementsstraße D1029 (frühere N29), und im Süden bis zur Autoroute A29.

## Geschichte
Bei Tertry fand im Jahr 687 die Schlacht bei Tertry statt, in der Pippin der Mittlere, der Hausmeier von Austrasien, den Hausmeier von Neustrien, Berchar, schlug, worauf Pippin der Hausmeier des gesamten Fränkischen Reichs wurde.
Tertry wurde mit dem Croix de guerre 1914–1918 ausgezeichnet.

## Einwohner
| 1962 | 1968 | 1975 | 1982 | 1990 | 1999 | 2006 |
| ---- | ---- | ---- | ---- | ---- | ---- | ---- |
| 173  | 174  | 129  | 157  | 185  | 186  | 184  |

## Verwaltung
Bürgermeister (Maire) ist seit 2001 André Thirard.